# 우미노나카미치역
우미노나카미치역(일본어: 海ノ中道駅 うみのなかみちえき[*])은 일본 후쿠오카현 후쿠오카시 히가시구에 위치한 규슈 여객철도 가시 선의 철도역이다. 단선 승강장 1면 1선의 구조를 갖춘 지상역이다.

## 역 주변
- 국영 우미노나카미치 해변 공원

## 역사
- 1935년 7월 1일 : 하카타완 철도 기선의 임시 정류장으로서 개설.
- 1941년
  - 2월 1일 : 가정거장으로 승격.
  - 7월 15일 : 역으로 승격.
- 1942년 9월 19일 : 하카타완 철도 기선이 서일본 철도로 합병. 이 회사의 가스야 선으로 되다.
- 1944년 5월 1일 : 전시매수에 의해 국유화. 운수통신성 가시 선 소속으로 한다.
- 1987년
  - 3월 9일 : 구 역사부터 500m 사이토자키 방향으로 이전. 더욱이, 역 부근에는 1988년 7월 14일에 나카미치 신호장이 신설되었다.
  - 4월 1일 : 일본국유철도 분할 민영화에 의해, 규슈 여객철도가 승계.
- 2009년 3월 1일 : IC카드 SUGOCA의 사용을 개시.
- 2010년 10월 2일 : 인접하는 국영 우미노나카미치 해변 공원에서 사육되고 있는 염소인 마루타로가 역장에 취임해, 11월 말까지, 비오는 날 이외는 역장을 근무한다.
- 2012년 3월 23일 : 다시 염소인 마루타로가 역장에 취임. 5월 6일까지 역장으로 근무했다.
- 2015년 3월 14일 : ANSWER 시스템 도입.

## 인접 역
| 가시 선                    | 가시 선   | 가시 선          |
| -------------------------- | --------- | ---------------- |
| 사이토자키 사이토자키 방면 | ■ 가시 선 | 간노스 우미 방면 |